# Komputer (czasopismo)
Komputer – miesięcznik wydawany przez warszawskie wydawnictwo prasowe RSW „Prasa-Książka-Ruch” w latach 1986–1990: od numeru 01/1986 (kwiecień) do numeru łączonego 7–12/1990 (lipiec-grudzień).
Komputer był jednym z wczesnych polskich czasopism, poruszających tematykę informatyzacji. (Pierwsze były Maszyny Matematyczne, wydawane od 1965.) Z założenia miał on należeć do prasy przeznaczonej dla użytkowników komputerów, głównie klasy PC.
Znajdowały się w nim nowinki informatyczne z kraju i ze świata, relacje z targów informatycznych, opisy sprzętu oraz kursy programowania.
W drugiej połowie 1990 roku czasopismo zostało przekształcone w „PC World Komputer”.

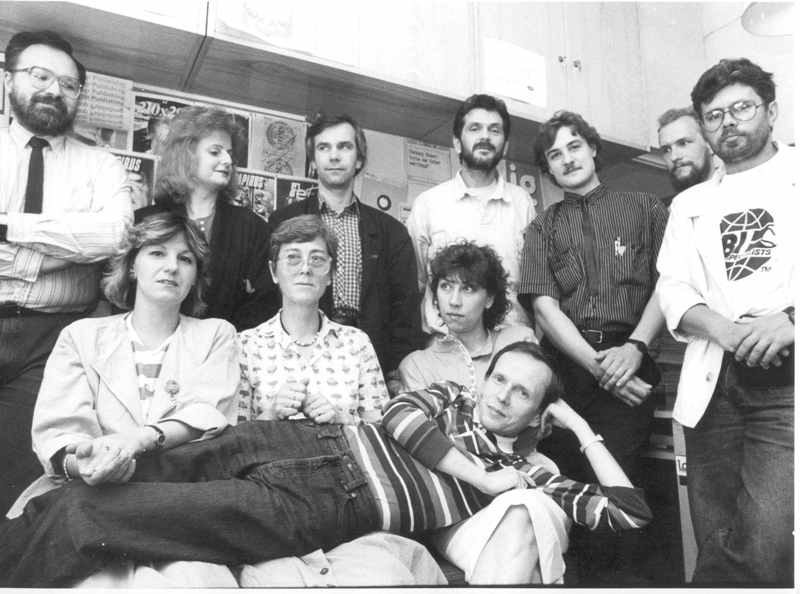
Ostatni skład redakcyjny „Komputera” w 1990 r.

|      | I | II | III | IV | V | VI | VII | VIII | IX | X | XI | XII |
| ---- | - | -- | --- | -- | - | -- | --- | ---- | -- | - | -- | --- |
| 1986 | X | X  | X   | +  | + | +  | +   | +    | +  | + | +  | +   |
| 1987 | + | +  | +   | +  | + | +  | +   | +    | +  | + | +  | +   |
| 1988 | + | +  | +   | +  | + | +  | +   | +    | +  | + | +  | +   |
| 1989 | + | +  | +   | +  | + | +  | +   | +    | +  | + | X  | X   |
| 1990 | + | +  | +   | +  | + | +  | +   | +    | +  | + | +  | +   |